# Mistrovství světa v ledním hokeji 2022 (Divize IV)
IV. divize Mistrovství světa v ledním hokeji 2022 se odehrála od 3. března do 8. března 2022 v Biškeku v Kyrgyzstánu. Poté, co byl turnaj v předchozích dvou letech kvůli pandemii covidu-19 zrušen, všechny týmy zůstaly ve svých divizích.

## Herní systém
V divizi IV mělo hrát 6 týmů. Filipíny se před startem turnaje však odhlásily. První tým měl postoupit na Mistrovství světa v ledním hokeji 2023 (Divize III) - skupina B, nakonec však postoupili všichni kromě posledního Kuvajtu.

## Účastníci
| Tým        | Kvalifikace                                                |
| ---------- | ---------------------------------------------------------- |
| Kuvajt     | 5. místo v Divizi III - skupině B 2019 a sestup            |
| Kyrgyzstán | Pořadatel, 6. místo v Divizi III - skupině B 2019 a sestup |
| Malajsie   | nováček turnaje                                            |
| Filipíny   | nováček turnaje                                            |
| Singapur   | nováček turnaje                                            |
| Írán       | nováček turnaje                                            |

### Rozhodčí
| Hlavní                         | Čároví                                                                                       |
| ------------------------------ | -------------------------------------------------------------------------------------------- |
| - Vladimir Suslov - Mihai Paul | - Tornike Kuchava - Timur Iskakov - Alexander Yadryshnikov - Yntymak Abdykalykov - Edmond Ng |

### Tabulka
|  | Týmy postupující do skupiny B divize III |

| Poř. | Tým        | Z | V | VP | PP | P | GV | GI | +/- | B  |
| ---- | ---------- | - | - | -- | -- | - | -- | -- | --- | -- |
| 1.   | Kyrgyzstán | 4 | 4 | 0  | 0  | 0 | 64 | 2  | +62 | 12 |
| 2.   | Írán       | 4 | 3 | 0  | 0  | 1 | 22 | 20 | +2  | 9  |
| 3.   | Singapur   | 4 | 2 | 0  | 0  | 2 | 14 | 22 | -8  | 6  |
| 4.   | Malajsie   | 4 | 1 | 0  | 0  | 3 | 11 | 39 | -28 | 3  |
| 5.   | Kuvajt     | 4 | 0 | 0  | 0  | 4 | 4  | 32 | -28 | 0  |

Filipíny se z turnaje odhlásily 13. prosince 2021 kvůli pandemii covidu-19, protože nemohly trénovat kvůli uzavřeným hokejovým stadionům. 

### Zápasy
Všechny časy jsou místní (UTC+6).
| 3. března 2022 16:00 | Kuvajt | 2:5 (1:0, 0:5, 1:0) | Malajsie | Gorodskoi Katok, Biškek Návštěvnost: 135 |  |

| Report |

| 3. března 2022 20:00 | Írán | 1:13 (1:4, 0:6, 0:3) | Kyrgyzstán | Gorodskoi Katok, Biškek Návštěvnost: 1 800 |  |

| Report |

| 4. března 2022 19:00 | Singapur | 2:5 (0:3, 1:0, 1:2) | Írán | Gorodskoi Katok, Biškek Návštěvnost: 104 |  |

| Report |

| 5. března 2022 17:00 | Singapur | 4:0 (2:0, 2:0, 0:0) | Kuvajt | Gorodskoi Katok, Biškek Návštěvnost: 200 |  |

| Report |

| 5. března 2022 20:00 | Kyrgyzstán | 22:1 (6:0, 10:1, 6:0) | Malajsie | Gorodskoi Katok, Biškek Návštěvnost: 1 712 |  |

| Report |

| 6. března 2022 19:00 | Írán | 9:2 (4:0, 3:0, 2:2) | Kuvajt | Gorodskoi Katok, Biškek Návštěvnost: 74 |  |

| Report |

| 7. března 2022 17:00 | Malajsie | 3:7 (2:2, 1:2, 0:3) | Írán | Gorodskoi Katok, Biškek Návštěvnost: 165 |  |

| Report |

| 7. března 2022 20:00 | Kyrgyzstán | 15:0 (6:0, 4:0, 5:0) | Singapur | Gorodskoi Katok, Biškek Návštěvnost: 1 723 |  |

| Report |

| 8. března 2022 17:00 | Malajsie | 2:8 (1:2, 1:2, 0:4) | Singapur | Gorodskoi Katok, Biškek Návštěvnost: 95 |  |

| Report |

| 8. března 2022 20:00 | Kuvajt | 0:14 (0:4, 0:5, 0:5) | Kyrgyzstán | Gorodskoi Katok, Biškek Návštěvnost: 1 658 |  |

| Report |